# Carla Gallo
Carla Paolina Gallo (* 24. Juni 1975 in Brooklyn, New York City) ist eine US-amerikanische Schauspielerin.

## Leben und Karriere
Ihre erste Rolle hatte Gallo 1994 in dem Film Spanking the Monkey. Für ihre Rolle erhielt sie eine Nominierung als beste Nebendarstellerin für den Independent Spirit Award. Danach war sie erst wieder 1999 als Schauspielerin tätig. 2001 erhielt sie in American Campus – Reif für die Uni? ihre erste Hauptrolle in einer Fernsehserie. Nachdem die Serie eingestellt worden war, folgte von 2003 bis 2005 eine weitere Hauptrolle in der Emmy-prämierten Serie Carnivàle. Es folgten Filmrollen in größeren Kinoproduktionen.
Gallo hatte zudem diverse Gastauftritte in Fernsehserien, unter anderem in Emergency Room – Die Notaufnahme, Dr. House und Navy CIS, sowie wiederkehrende Rollen in Californication und Bones – Die Knochenjägerin.

## Filmografie (Auswahl)
- 1994: Spanking the Monkey
- 1999: The 24 Hour Woman
- 1999: Law & Order (Fernsehserie, Episode 9x13 Kopfgeldjäger)
- 2000: The Fanatical Teachings of Julian Tau (Kurzfilm)
- 2000: Emergency Room – Die Notaufnahme (ER, Fernsehserie, Episode 7x05 Aus der Bahn geworfen)
- 2001–2003: American Campus – Reif für die Uni? (Undeclared, Fernsehserie, 18 Episoden)
- 2002: The Gray in Between
- 2003–2005: Carnivàle (Fernsehserie, 23 Episoden)
- 2004: Sexual Life
- 2005: Jungfrau (40), männlich, sucht … (The 40-Year-Old Virgin)
- 2006: Mission: Impossible III
- 2006: What About Brian (What About Brian?, Fernsehserie, Episode 1x05)
- 2007: Crossing Jordan – Pathologin mit Profil (Crossing Jordan, Fernsehserie, Episode 6x10)
- 2007: Dr. House (House, Fernsehserie, Episode 3x19 Dem Alter entsprechend?)
- 2007: Superbad
- 2008: I Heart Veronica Martin (Kurzfilm)
- 2008: Nie wieder Sex mit der Ex (Forgetting Sarah Marshall)
- 2008: Insanitarium
- 2008: Navy CIS (NCIS, Fernsehserie, Episode 6x11 Stille Nacht)
- 2008–2009: Californication (Fernsehserie, 11 Episoden)
- 2008–2017: Bones – Die Knochenjägerin (Bones, Fernsehserie, 33 Episoden)
- 2009: Slammin’ Salmon – Butter bei die Fische! (The Slammin’ Salmon)
- 2009: Trauzeuge gesucht! (I Love You, Man)
- 2009: Yo Teach…! (Miniserie, Episode 1x00)
- 2009: Wie das Leben so spielt (Funny People)
- 2009: Mütter und Töchter (Mother and Child)
- 2009: Mad Men (Fernsehserie, 2 Episoden)
- 2009: The Station (Fernsehfilm)
- 2009–2011: Men of a Certain Age (Fernsehserie, 8 Episoden)
- 2010: Männertrip (Get Him to the Greek)
- 2010: The Rooster (Kurzfilm)
- 2011: Outsourced (Fernsehserie, Episode 1x14)
- 2011: Traffic Light (Fernsehserie, Episode 1x03)
- 2011: Perfect (Kurzfilm)
- 2011: Coming & Going
- 2011: The Last Pizza Commercial (Kurzfilm)
- 2011: Five (Fernsehfilm)
- 2011: 2 Broke Girls (Fernsehserie, Episode 1x07 Nicht hübsch genug)
- 2011: Burn Notice (Fernsehserie, Episode 5x13 Virus)
- 2011: Workaholics (Fernsehserie, Episode 2x08)
- 2011: Wir kaufen einen Zoo (We Bought a Zoo)
- 2011: Danni Lowinski (Fernsehfilm)
- 2012: Key & Peele (Key and Peele, Fernsehserie, Episode 1x06)
- 2012: Franklin & Bash (Fernsehserie, Episode 2x09)
- 2012–2013: Burning Love (Fernsehserie, 4 Episoden)
- 2013: Childrens’ Hospital (Fernsehserie, Episode 5x04)
- 2013: Beneath the Harvest Sky
- 2013: Work It (Fernsehserie, Episode 1x13)
- 2013–2014: Blue (Fernsehserie, 5 Episoden)
- 2014: Bad Neighbors (Neighbors)
- 2014: Anger Management (Fernsehserie, Episode 2x53 Charlie bewährt sich)
- 2016: Bad Neighbors 2 (Neighbors 2: Sorority Rising)
- 2016: The Night Shift (Fernsehserie, Episode 3x05)
- 2016: Rosewood (Fernsehserie, Episode 2x09)
- 2017: Room for Rent
- 2017: Little Evil
- 2017: Future Man (Fernsehserie, 2 Episoden)
- 2018: Eine nutzlose und dumme Geste (A Futile and Stupid Gesture)
- 2018: Endgame (Kurzfilm)
- 2019: Sneaky Pete (Fernsehserie, Episode 3x01)
- 2020: Four Good Days
- 2020: Happiest Season
- 2021: 9-1-1: Lone Star (1 Episode)
- 2022–2023: Mayans M.C. (Fernsehserie, 3 Episoden)
- 2023: Platonic (Fernsehserie)

## Auszeichnungen
Independent Spirit Award
1995: Nominierung in der Kategorie Beste Nebendarstellerin für Spanking the Monkey